# Andrés de Prada y Gómez de Santalla
Andrés de Prada y Gómez de Santalla (El Barco de Valdeorras, c. 1545 - Madrid, 13 de junio de 1611). Fue secretario del rey Felipe II desde 1586 hasta la muerte del monarca en 1598.

## Biografía
Nació en la aldea de Outarelo, actualmente perteneciente al municipio Orensano de El Barco de Valdeorras. Comenzó su carrera en la Corte en 1568, al servicio del príncipe Juan de Austria, hijo natural de Carlos I de España, con quien participaría en acciones diversas en Flandes, en las guerras contra los moriscos en la Alpujarra (1569-1571), y en la batalla de Lepanto (1571).
Cuando el príncipe muere en 1578, Andrés de Prada era ya su secretario. En 1584 García de Toledo, marqués de Villafranca, lo nombró gobernador de sus estados. Pero a la muerte de Juan Escobedo, el rey Felipe II lo llamó para que se ocupara de una de las Secretarías de Guerra, con jurisdicción sobre la península ibérica y el norte de África. Al mismo tiempo el rey lo nombró Secretario personal. Por cada cargo, Prada pasa a cobrar un sueldo de 100.000 maravedíes.
En 1600 el nuevo monarca Felipe III lo nombró Secretario del Consejo de Estado para Francia, Flandes y Alemania, cargo en el que fue cesado en 1610, para pasar a ocupar la Secretaría de Estado para Italia, a la par que conservaba la Secretaría de Guerra que llevaba desde la época de Felipe II.
Fue nombrado caballero de la Orden de Santiago, y comendador de la villa de Ocaña en dicha Orden (actual provincia de Toledo). Además obtendría el derecho a crear un mayorazgo en su localidad natal de Outarelo, que heredaría, por falta de descendencia propia, su sobriño Diego de Prada y González, convirtiéndose en el segundo Señor de la Casa de Outarelo.